# Joachim Lenders

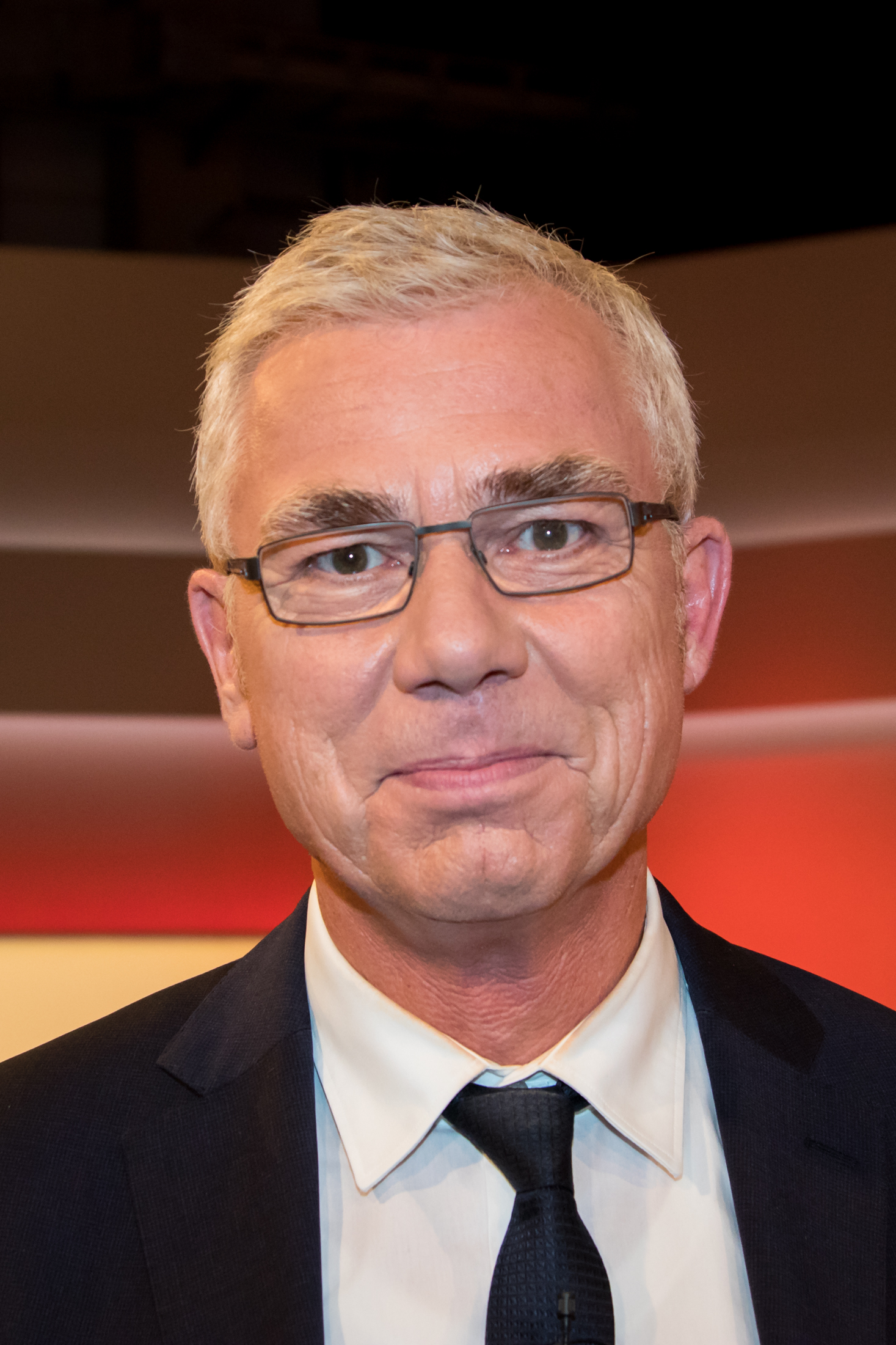
Joachim Lenders (2017)

Joachim Lenders (* 6. Dezember 1961 in Osterode am Harz) ist ein deutscher Politiker (CDU), ehemaliger Abgeordneter der Hamburgischen Bürgerschaft und ehemaliger Landesvorsitzender der Deutschen Polizeigewerkschaft in Hamburg.

## Beruf und Politik
Lenders ist Mitglied im CDU-Ortsverband Hamburg-Wandsbek. Von 2001 bis 2004 war er Mitglied der Hamburgischen Bürgerschaft. Für seine Fraktion saß er im Eingabenausschuss, Innenausschuss und Rechtsausschuss.
Bei der Bürgerschaftswahl 2015 kandidierte Lenders auf Platz 11 der CDU-Landesliste. Obwohl auf Grund vieler Direktmandate und des schlechten Wahlergebnisses der CDU nur zwei Mandate über die Landesliste vergeben wurden, konnte Lenders sich (nach Spitzenkandidat Dietrich Wersich) durchsetzen, da er 9677 personenbezogene Stimmen erhielt. Der 2020 gewählten Bürgerschaft gehört er nicht mehr an.
Lenders ist ehemaliger Hamburger Landesvorsitzender und Erster stellvertretender Bundesvorsitzender der Deutschen Polizeigewerkschaft. Seine Hauptaufgaben in dieser Tätigkeit sind die Angelegenheiten der Kriminalpolizei, Rechtsschutz, Vertretung in der Europäischen Polizeiunion und ständige Vertretung des Bundesvorsitzenden.

## Interessenkonflikt
In der Funktion als Gewerkschafter kam es immer wieder zu Interessenkonflikten, in denen er sich zum Teil gegen die eigene Partei und die Koalitionspartner stellte. Bei den Protesten der Polizei 2004, bei dem es um Sparbeschlüsse bei der Polizei ging, überlegte er sogar einen Parteiaustritt. So sagte er: „Irgendwo kommt dieser Punkt, wo man dann wirklich auch Farbe bekennen muss und sagen muss: Das kann nicht mehr meine Partei sein, und dann möglicherweise, wenn sich diese Politik nicht geändert wird, auch den Schlussstrich zieht, in dem man aus der Partei austritt.“
Er selber ging davon aus, dass er wegen seiner kritischen Haltung zu Sparplänen bei der Beamtenbesoldung „abgestraft“ worden wäre und deshalb nicht mehr für die Bürgerschaftswahl 2004 berücksichtigt wurde.